# 杰瑞·福多
杰瑞·艾伦·福多（Jerry Alan Fodor，1935年4月22日—2017年11月29日）是美国的哲学家和认知科学家。他拥有新泽西州罗格斯大学哲学教授的职位，在心灵哲学与认知科学领域，他也是一个多产作家，为心靈模塊性和思想語言假說，以及其它一些观点铺设了基础。他以其煽动性且有时论战式的论证风格而著称。
福多论证说，诸如信念和欲望之类的心理状态，是个人与心理表征之间的关系。他坚持认为，只能够以心灵中的思想语言（LOT）来正确说明这些表征。此外，这种思想语言本身是实际存在的东西，编码于大脑中，而不仅仅是有用的说明工具。福多追随一种功能主义，他坚持认为，思维与其它心理过程主要由操作于表征的句法之上的计算所构成，这些表征组成了思想语言。
对福多来说，心灵中最重要的部分，诸如知觉与语言过程，是以模块或“器官”的方式来构建的，他根据其因果作用和功能作用来定义它们。相对而言，这些模块是彼此独立的，也独立于心灵的“中央处理”部分，该部分所具有的特征是更全局且更不定域。福多提出，这些模块的特征容许了与外在物体的因果关系的可能性。反之，这也使得心理状态有可能具备关于世界中的东西的内容。从另一方面来说，中央处理部分就负责各种内容同输入与输出之间的逻辑关系。
尽管福多起初拒绝了心理状态必须拥有因果的、外在决定的方面这一观点，但是因为关于心理内容的意义与指称的这么一个问题，他近年来将大量写作和研究投入到语言哲学中，因为要研究关于问题。他在该领域的贡献包括所谓的“不对称因果的指称理论”，以及反对语义学整体主义的许多论证。福多强烈反对对于心灵的还原论解释。他论证说，心理状态是可多重实现的，并且在科学中存在着说明层次的等级，这就使得，比如说，较高阶的心理学或语言学理论的概括与规律，无法根据关于神经元和突触的行为的低层次说明来获得。对于被他说成是站不住脚的达尔文主义和新达尔文主义自然选择理论，他还成了一个著名的批评者。

## 传记
杰瑞·福多1935年出生在纽约市，有犹太血统。他与Sydney Morgenbesser一起学习，于1956年获得哥伦比亚大学文科学士学位（最优等），并在希拉里·普特南的指导下于1960年获得普林斯顿大学哲学博士学位。1956年到1986年，福多在马萨诸塞州剑桥市的麻省理工学院任教。1986年到1988年，他是纽约市立大学（CUNY）的正教授。从1988年至今，他是新泽西州罗格斯大学的新泽西州哲学与认知科学教授。除了在哲学上的兴趣外，福多还热烈地注意歌剧，并在《伦敦图书评论》上定期为此及其他话题撰写通俗的专栏文章。
福多以前在罗格斯的一个同事，新神秘主义哲学家科林·麦克金用这样的话来描述福多：
“福多（现在是个亲密的朋友）是个身体强健的绅士，并且经常有更加强健的论证风格。他害羞，同时又健谈……难对付的雄辩家，承载着敏感的灵魂……在哲学问题，特别是在福多心目中所钟爱的一个问题上与他不一致，可能是令人引以为戒的经历……在你早上的第一杯咖啡之前，不要与他的敏捷头脑、创造力和机智纠缠。福多在当今世界被公认为“领军的心灵哲学家”，让杰瑞·福多加入罗格斯[大学]的教员行列，立即就使它成为重镇。七十年代我在英格兰遇到过他，并且……发现他从智力上讲是货真价实的（尽管我们并不总是看法一致）。”
福多是荣誉性的协会斐贝塔喀帕（Phi Beta Kappa）和美国文理科学院的成员。他获得了众多的奖励和荣誉：纽约州里根奖金、伍德罗·威尔逊奖学金（普林斯顿大学）、格林大臣研究员（普林斯顿大学）、福布莱特奖学金（牛津大学）、行为科学高级研究中心研究员，以及古根海姆奖金。他于1993年赢得了心灵哲学和认知哲学的首个吉恩·尼科德奖。他为该奖所作的系列演讲，后来于1995年由麻省理工学院出版社出版成册 ，题为《榆树和专家：心理语及其语义学》（The Elm and the Expert: Mentalese and Its Semantics）。在1996-1997，福多在牛津大学发表了享有声望的约翰·洛克演讲，题为《概念：认知科学在哪里出错了》（Concepts: Where Cognitive Science Went Wrong），这接着成为了他1998年在牛津大学出版社的同名书籍。他还给美国哲学联合会发表过关于哲学自然主义的帕特里克·罗马内尔演讲（2004）和关于心灵哲学的罗伊斯演讲（2002），担任了其东部分会的副会长（2004–2005）和会长（2005–2006）。
他与妻子，语言学家Janet Dean Fodor居住在纽约，并有两个已成年的孩子。

## 福多与心理状态的本性
在福多的《命题态度》（Propositional Attitudes，1978）一书中，他介绍了这样的观点：心理状态是个体与心理表征之间的关系。尽管他的立场这些年来有许多变化，但意向性态度是关联的这一观点从最初的构想直到现在都保持不变。
在那本书中，他试图表明，心理表征（特别是思想语言中的句子）是如何必然地去说明心理状态这一关联的本性。福多考虑了两种可供选择的假说。第一个假说完全否认了心理状态的关联性特征，而第二个假说认为心理状态是二元关系。后一个立场可以进一步细分为卡尔那普式的观点，即这样的关系是介于个体与自然语言的句子之间的，以及弗雷格式的观点，即关系是介于个体与这种句子所表达的命题之间的。福多自己的立场却是，为了恰当地解释意向性态度的本性，有必要运用个体、表征和命题内容之间的三元关系。
表征实在论按这样的方式把心理状态当作三元关系，就使得有可能把解决该问题所必需的所有要素都连在一起。进一步地，心理表征不仅仅是信念与欲望的对象，而且还是心理过程运作于其上的领域。它们可以被认为是心理内容的句法概念与功能结构的计算概念之间的理想纽带。根据福多，这些概念是我们关于心理过程的最佳说明。

## 心灵的功能结构

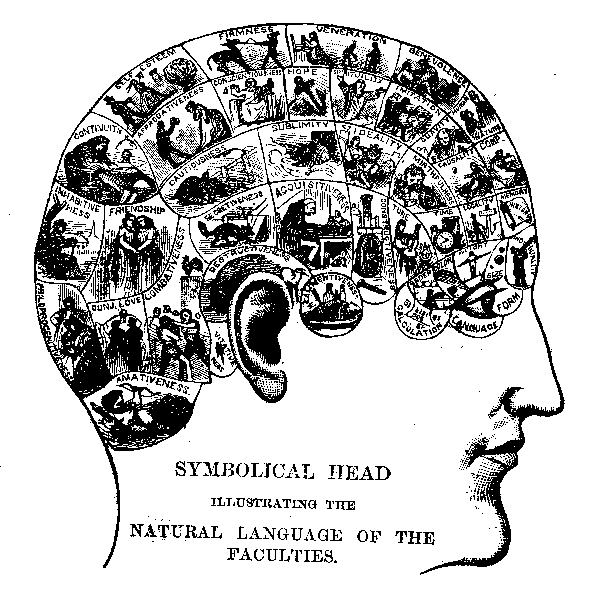
弗朗兹·约瑟夫·加尔所创立的颅相学在19世纪的运动中，有着心灵模块性观念的前身。

沿着语言学家诺姆·乔姆斯基开辟的道路，福多逐渐产生了对于心理先天论观念的郑重信奉。先天论假定了许多认知功能与概念的天赋性。对福多来说，这个立场是从他对行为主义与联想主义（associationism）的批评中自然形成的。这些批评同样把他引向了心灵模块性假说的构想。
历史上，关于心理结构的疑问被划分成关于机能本性的两种对立的理论。第一个可以被描述为“水平的”观点，因为它把心理过程视为非定域机能之间的交互作用。例如，一个判断，无论它是关于知觉经验的判断还是关于理解语言的判断，仍是一个判断。第二个可以被描述为“垂直的”视角，因为它宣称我们的心理机能是定域的、被遗传决定的、与不同的神经学结构相关联，等等。
垂直的视角可以被追溯到19世纪叫做颅相学的运动，及其创立者弗朗兹·约瑟夫·加尔。加尔宣称，可把心理机能与大脑特定的物理区域相关联。因此，一个人的智力水平，例如，可以被原原本本地从他大脑后顶叶上特定隆起的尺寸中“读出来”。这个过分简单的模块性观点在上个世纪期间被反驳了。
福多在20世纪80年代复兴了模块性的观念，而没有精确的物理可定域性概念，并以1983年出版的专著《心灵的模块性》（Modularity of Mind）成为其最大胆的支持者。特别是模块性的两种属性，信息封装（informational encapsulation）与定域性（domain specificity），使得有可能把功能结构的问题与心理内容的问题连结在一起。由个体的背景信念独立加工出信息的能力，是这两种属性所承认的，容许福多对心理内容的概念给出原子论的因果说明。换句话说，最主要的想法是，心理状态的内容的属性不仅仅依赖于它们作为其一部分的系统的内在关系，同时也可以依赖于它们与外在世界的因果关系。
使福多非常苦恼的是，福多的心理模块性、信息封装与定域性的概念，被芝农·派利夏恩等认知科学家以及史迪芬·平克与亨利·普洛特金等进化心理学家及其他许多人所接受和扩充了。但是福多抱怨说，平克、普洛特金以及被他挖苦地称为“新综合体”的其他成员，已带着模块性以及类似的想法走得太远了。他坚持认为，与这些研究者要让我们相信的东西相反，心灵并不是“大量模块化的”，距离用计算模型或任何其他模型来说明心灵，仍旧有很长一段路。

## 意向实在论
在《内容理论及其他论文》（A Theory of Content and Other Essays，1990）中，福多着手处理了他的另一个核心概念：心理表征的实在性问题。福多需要通过为表征实在论辩护，来为这个观念辩护：心理状态的内容是以诸如LOT中的那些一样的符号结构所表述的。

### 福多对丹尼特的批评
福多从对于所谓标准实在论的一些批评开始。根据福多，这个看法被描述为两个不同的断言。其中一个考虑心理状态的内在结构，并断言这种状态是非关联的。另一个关心心理内容的语义理论，并断言在这种内容的因果作用与信念的推理网络之间存在着同构。在当代的心灵哲学家中，多数看法似乎是，这两个断言中的第一个是错误的，但第二个是正确的。福多背弃这一看法，接受第一个论点为真，而强烈拒斥第二个为真。
福多特别批评了丹尼尔·丹尼特的工具主义。丹尼特坚持认为，对于意向性状态，实在论者有可能并不必让他自己承认心理表征的实在性。现在，根据福多，如果一个人仍停留在这种分析的层次上，那么是没有可能来说明意向性的策略为何起作用的：
“对于工具主义有种标准的异议……：如果关于信念/欲望的心理学事实上是错误的，难以说明为何关于信念/欲望的心理学能运作得这么好……正如普特南、Boyd和其他人所强调的，从理论在预测上的成功到该理论为真，的确存在着一个假定的推论；并且当我们正在处理唯一发挥作用的理论，该理论在预测上是用成功来加冕的，这就更加有可能了。并不明显的是…在解释信念与欲望上，这样一个假设为何不该对阐释信念/欲望的实在论概念产生有利的作用。”

### 生产性、系统性和思想
福多同样也有以心語（LOT）的方式来支持心理表征实在性的正面论证。他坚持认为，如果语言是思想的表达，并且语言是系统化的，那么思想就必定同样是系统化的。福多利用诺姆·乔姆斯基的工作，既为了把他的心灵理论模型化，也为了驳斥诸如联结主义的替代性结构。乔姆斯基用两个更基本的概念来说明自然语言中的系统性：生产性（productivity）与复合性（compositionality）。
生產性指的是，從一組給定的符號中，表徵系統有著無限生成新表徵的能力。“約翰”、“愛”和“瑪麗”允許句子有“約翰愛瑪麗”和“瑪麗愛約翰”的結構。福多的思想語言認為表徵可以分解為多個組成部分，而這些分解的表徵可被構建成新的字符串。
比生產性更重要的是系統性（systematicity），因為它不依賴於對人類認知的不可靠理想。該論點指出，認知者能夠憑藉對其他句子的理解來理解某個句子。例如，沒有一個理解“約翰愛瑪麗”的人不能理解“瑪麗愛約翰”，沒有一個理解“P和Q”的人不能理解“P”。系統性本身作為自然語言和邏輯的一種屬性很少受到质疑，但也有一些质疑認為思維和語言一樣，是系統性的。還有一些來自联结主義傳統的人試圖建立非經典的網絡來解釋顯然的語言系統性。
系统性与生产性依赖于语言的复合结构这一事实意味着，语言拥有组合的语义学（combinatorial semantics）。如果思想同样拥有这样一个组合的语义学，那么就必定存在思想的语言。
福多提供的支持表征实在论的第二个论证，涉及思维的过程。这一论证触及关于心智表征理论与其结构模型之间的关系。如果心理语的句子需要一个独特的精致过程，那么它们就需要某种类型的计算机制。心理表征的句法概念紧紧伴随着这样的观念，即心理过程就是只作用于它们所阐释的符号形式的计算。而这就是「心灵计算理论」。因而，对基于古典人工智能的结构模型的护卫，就不可避免地要经过对心理表征的实在性的护卫。
对于福多来说，关于思想过程的这个形式化概念，同样有利于凸显符号的因果作用与它们所表达的内容之间的相似之处。在他看来，句法在符号的因果作用及其内容之间起着中介的作用。符号之间的语义关系可以用它们之间的句法关系来模拟。连接两个符号的内容的推论关系，可以用形式化的句法规则来模拟，这些规则控制着一个符号如何从另一个符号中推导出来。

## 内容的本性
从20世纪80年代初开始，福多支持了关于心理内容与意义的因果概念。关于内容的这个观念和他的早年生涯所赞成的推论作用语义学形成鲜明的对比。截至2010年2010年，福多批评推论作用语义学（IRS），因为它对整体主义的一种极端形式的承认，排除了将心灵真正自然化的可能性。而自然化的过程必定包含以原子论且因果的方式来对内容进行的说明。

### 反整体主义
福多对整体主义进行了许许多多、各种各样的批评。他把一切不同的整体主义概念所具有的核心问题，认定为：语义评价中的决定性因素是“认识键合”（epistemic bond）这一观念。简单来说，如果某人认为P的意义对于确定Q的意义是相关的，那么P就是Q的一个认识键合。意义整体主义强烈依赖于这个概念。在整体主义下，心理状态的内容的同一性，只能够由认识键合的全体来决定。而这使得心理状态的实在论成为不可能的东西：
“如果人们对于认识相关性的评判在绝对一般的方面有差异，并且如果我们经由认识键合的全体来追随意义和个别意向性状态的整体主义，那么后果就将是，两个人（或就此而言，同一个人的两个时间段）将决不会处于同样的意向性状态。所以，两个人决不可能被归入同样的意向性概括。所以，意向性概括也是决不可能成功的。再一个所以，意向心理学也是没希望的。”

### 不对称因果理论
福多批评了语义评价只涉及符号系统单元之间的内在关系这一观念，便可以采取关于心理内容和意义的外在主义立场。对福多而言，近年来，对心灵的自然化问题被牵扯上了这样的可能性：以非意向性且非语义的方式给出“一块世界关联到（表达、表征、满足）另一块的充分条件”。如果要在心灵表征理论内部实现这个目标，那么挑战就是设想一种能够建立对LOT中原初的非逻辑符号建立解释的因果理论。福多最初的提议是，决定了心理语中“水”的符号表达H2O这一属性的东西，是该符号的出现与水有确定的因果关系。这个因果理论在直觉上的说法就是福多所谓“天然的因果理论”（Crude Causal Theory）。根据这个理论，符号的出现表达了作为其出现原因的属性。例如，名称“马”，说的就是是匹马的马。为了能这样做，在出现符号“马”的某些属性与决定了某件事是出现“马”的某些属性之间，有某种类似法则的关联，就是必要而充分的了。
这个理论的主要问题就是错误的表征。“一个符号表达了一个属性，如果…必需是所有且只有这种属性的存在才导致符号的出现”，这种观念有两个不可避免的问题。第一个问题是，并非所有马都导致了马的出现。第二个问题是，并非只有马才导致了马的出现。有时候A（马）是由A（马）所导致的，但在其他时候——例如，当由于距离远或能见度低的情况，一个人把牛混同为马时——A（马）是由B（牛）所导致的。在这种例子中，符号A不仅仅表达了属性A，而是属性A与B的析取。天然的因果理论因而没有能力把符号的内容是析取的与不是析取的例子区别开。这引起了福多所说的“析取问题”。
福多用被他界定为“稍微不天然些的因果理论”来回应这个问题。根据这一进路，有必要打破天然的因果理论所基于的对称性。福多必须找到某种把A由A所导致（真）与A由B所导致（假）区分开来的标准。根据福多，出发点是，假的情况在本体论上依赖于真的情况，反之不然。换句话说，在真内容（A = A）与假内容（A = A或B）之间，存在着依赖的不对称性。第一个可以独立于第二个而存续，但是第二个只因为第一个的存在才出现：
“从语义学的观点看，错误一定是意外：如果在“马”的外延中没有牛，那么对于“马”的意义来说，就不能要求牛被称为马。另一方面，如果“马”并不意味着它所意味的东西，并且如果这对于马来说是个错误，那么牛就永远不可能被称为“马”。将两者放到一起可以看到，错误地说出“这是马”的可能性预设了正确地说出它的语义学基础的存在，但是反之不亦然。如果我们用“天然的因果理论”来说这个，那么牛导致一个人说“马”这一事实，依赖于马导致一个人说“马”这一事实；但是马导致一个人说“马”这一事实，不依赖于牛导致一个人说“马”这一事实……”

## 功能主义
在20世纪60年代期间，诸如唐纳德·戴维森、希拉里·普特南和福多等不同的哲学家，试图解决一个疑难，即发展出一条道路来保持心理因果关系和所谓“民间心理学”的说明效力，同时坚持对世界的物质主义视角，即不能违背“物理学的普遍性”。他们的提议是，首先，拒斥心灵哲学中当时支配性的理论：行为主义和类型同一理论。逻辑行为主义的问题是它无法解释心理状态之间的因果关系，并且这样的因果关系对于心理学说明似乎是必不可少的，特别是如果一个人认为行为并不是单个心理事件/原因的效果，而却是一连串心理事件/原因的效果。另一方面，类型同一理论无法说明这个事实：根本上不同的物理系统可能发现自身处于同样的心理状态。除了强烈地以人类为中心（为什么人类就该是宇宙中唯一思维的有机体呢？），类型同一理论还无法处理神经科学中积累起来的证据，即每一单个的人脑与其他所有的都不同。因此，谈论不同的物理系统中共同心理状态的不可能性，表明它自身于不仅仅是不同物种之间的，而且也是同一物种的不同有机体之间的。

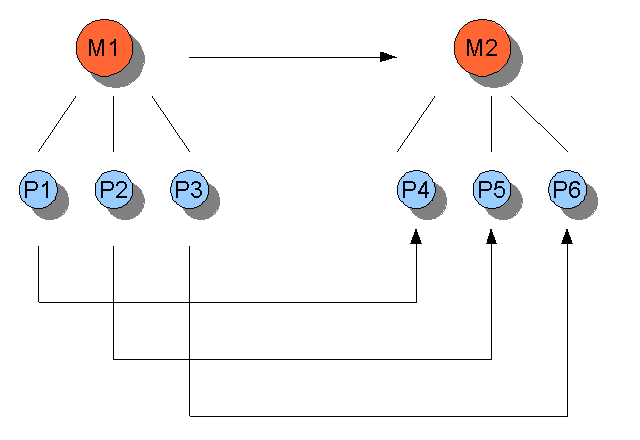
多重实现性的图解。M代表心理的，P代表物理的。图中显示，不止一个P可以例示一个M，但是反之不亦然。状态间的因果关系由箭头所表征（M1到M2，等等）。

根据福多，用功能主义，一种设计出来克服二元论与还原论二者缺陷的假说，可以解决这些问题，这里并不谈细节，想法是，不管实现心理状态的物理基质如何，重要的是心理状态的功能。这个观点的基础在于多重实现性心理原则。按照这个观点，例如，我与计算机可以都例示（“实现”）了同样的功能状态，虽然我们是由完全不同的物料制成的（见右图）。在这个基础上，功能主义可以被归类为个例物理主义（token materialism）的一种形式。

## 进化
福多与生物学家Massimo Piattelli-Palmarini合著了一本名为《达尔文哪儿错了？》的书(2010)，在这本书里把新达尔文主义描述为“令人痛苦地不加批判的”，并把达尔文的进化理论称为是“高估了环境在形成一物种的显型中的作用而低估了内生性变量的影响。”"进化生物学家Jerry Coyne 把这本书形容为是“一种对自然选择的极其误导性的批判”并且“如其夸张般的对生物学的无知。”

## 批评
一大批各类不同方向的哲学家挑战了许多福多的观念。例如，思想语言假说被指责为要麼深受无穷倒退之苦，要麼就是多余的假設。特别是西蒙·布莱克本在1984年的一篇文章中提出，既然福多把自然语言的学习说明成「在思想語言（LOT）假说中形成与确证的过程」，这就讓他面臨一個问题，即为什么LOT本身就不应该被认为「还需要另一种更基础的表征基质，在其中形成并确证假说，使得LOT本身可以被学习？」如果自然语言的学习需要某种表征基质（LOT），为的是使自然語言可以被学习，那么对于LOT本身以及随后这个表征基质的表征基质等等，永无止境，为什么不应该說同樣的話呢？另一方面，如果LOT不需要这样的表征基质，那么自然语言的学习为什么就需要它呢？在这种情况下，LOT会是多余的。作为回应，福多主张，LOT是独一无二的，这是由于它就是先天的，并不必通过先前的语言来学习。
1981年，丹尼尔·丹尼特阐述了另一个反对LOT的论证。丹尼特提出，基于我们面对电脑行为的证据，以及关于我们自己一些无意识行为的证据，对于说明命题态度，明确的表征似乎不是必需的。在与电脑程序的棋类游戏期间，我们经常将这样的态度归属于电脑，说些“它认为皇后应该被移到左边”这样的事情。我们将命题态度归属于电脑，并且这有助于我们说明并且预测它在各种情境中的行为。却没有人会提出，电脑实际正在其电路内的某处，思考或相信着与心语中的命题态度“我相信我能撂倒这家伙”同等的东西。丹尼特提出，同样的东西对于我们每天的许多自动行为明显也是正确的，诸如在窒息性环境中“欲求呼吸新鲜空气”。
一些语言学家和语言哲学家批评了福多自称是“极端”的概念先天论。例如肯特·巴赫使得福多要应付他对于词汇语义学和一词多义的批评。福多宣称，对于“keep”、“get”、“make”和“put”这样的动词，是没有词汇结构的。他提出，作为替代的选择，“keep”仅仅表达了概念KEEP（福多将概念表示成大写，藉此把它们与属性、名称或其他这样的实体区分开）。根据福多的理论，如果在个别词语和概念之间有直截了当的一一映射，那么“穿着衣服”（keep your clothes on）、“保留收据”（keep your receipt）和“持续洗手”（keep washing your hands）都将共享同一个KEEP概念。据推测，这个概念锁定到了独一无二的外在属性keeping。然而，如果这個想法是正確的，那么“保持”（RETAIN）一定在“保持收据”（RETAIN YOUR RECEIPT）中挑出了不同的属性，因为一个人不可能保持衣服（retain clothes on）或保持洗手（retain washing hands）。此外，在说明概念“快”（FAST）如何相异地造成“快车”（FAST CAR）、“快车道”（FAST DRIVE）、“快速通道”（FAST TRACK）和“夏令时间”（FAST TIME）的内容时，福多的理论同样有问题。这些句子里“fast”的相异解释是否是在英语的语义学中被指定的，亦或语用学推理的结果，是件有争论的事情。对于这类批评，福多自己的回应是坦率地用概念来表达的：“人们有时习惯说存在一定是模棱两可的，因为看看‘椅子存在’和‘数字存在’之间的区别吧。一个常见的回答是：经过考虑，椅子存在和数字存在之间的区别，似乎像数字和椅子之间的区别那样显著。既然你用后者来说明前者，你不需要让‘存在’也变成一词多义的。”
福多坚持认为，有数量巨大得或许不合情理的概念是原始而不可定义的，这令一些批评者难以接受。例如，福多把诸如“效果”、“岛屿”、“梯形”和“星期”等概念都当作是原初的、先天的且不可分析的，因为它们都落在被他称为“词汇概念”的范畴内（对于那些，我们的语言有单个词语）。针对这个看法，巴赫论证说，概念“雌狐”（VIXEN）几乎确实是由概念“雌性”（FEMALE）与“狐狸”（FOX）组合成的，而“单身男子”（BACHELOR）是由“单身”（SINGLE）与“男人”（MALE）组合成的，等等。

## 书籍
- What Darwin Got Wrong, with Massimo Piattelli-Palmarini, Farrar, Straus and Giroux, 2010, ISBN 0-374-28879-8. （页面存档备份，存于）
- LOT 2: The Language of Thought Revisited, Oxford University Press, 2008, ISBN 0-199-54877-3. （页面存档备份，存于）
- Hume Variations, Oxford University Press, 2003, ISBN 0-19-928733-3.  （页面存档备份，存于）
- The Compositionality Papers, with Ernie Lepore, Oxford University Press, 2002, ISBN 0-19-925216-5. （页面存档备份，存于）
- The Mind Doesn't Work That Way: The Scope and Limits of Computational Psychology, MIT Press, 2000, ISBN 0-262-56146-8. （页面存档备份，存于）
- In Critical Condition, MIT Press, 1998, ISBN 0-262-56128-X. （页面存档备份，存于）
- Concepts: Where Cognitive Science Went Wrong, The 1996 John Locke Lectures, Oxford University Press, 1998, ISBN 0-19-823636-0. （页面存档备份，存于）
- The Elm and the Expert: Mentalese and Its Semantics, The 1993 Jean Nicod Lectures, MIT Press, 1994, ISBN 0-262-56093-3. （页面存档备份，存于）
- Holism: A Consumer Update, with Ernie Lepore (eds.), Grazer Philosophische Studien, Vol 46. Rodopi, Amsterdam, 1993, ISBN 90-5183-713-5. （页面存档备份，存于）
- Holism: A Shopper's Guide, with Ernie Lepore (eds.), Blackwell, 1992, ISBN 0-631-18193-8.  （页面存档备份，存于）
- A Theory of Content and Other Essays, MIT Press, 1990, ISBN 0-262-56069-0.  （页面存档备份，存于）
- Psychosemantics: The Problem of Meaning in the Philosophy of Mind, MIT Press, 1987, ISBN 0-262-56052-6.  （页面存档备份，存于）
- The Modularity of Mind: An Essay on Faculty Psychology, MIT Press, 1983, ISBN 0-262-56025-9.  （页面存档备份，存于）
- Representations: Essays on the Foundations of Cognitive Science, Harvard Press (UK) and MIT Press (US), 1979, ISBN 0-262-56027-5.  （页面存档备份，存于）
- The Language of Thought, Harvard University Press, 1975, ISBN 0-674-51030-5.  （页面存档备份，存于）
- The Psychology of Language, with T. Bever and M. Garrett, McGraw Hill, 1974, ISBN 0-394-30663-5.  （页面存档备份，存于）
- Psychological Explanation, Random House, 1968, ISBN 0-07-021412-3.  （页面存档备份，存于）
- The Structure of Language, with Jerrold Katz (eds.), Prentice Hall, 1964, ISBN 0-13-854703-3.  （页面存档备份，存于）